# Разгледнице из пакла
Разгледнице из пакла (енгл. „Postcards from the Edge“) је америчка филмска драма-комедија из 1990. са Мерил Стрип у главној улози.

## Радња
Глумица Сузан Вејл је лоше играла у сцени испитивања, што је пореметило снимање политичког акционог филма. Редитељ филма јој је запретио да ће је убити ако се дрогира на сету. Следећег дана, њен случајни љубавник проналази Сузан онесвешћену у кревету. Одводи је у болницу, где се испоставља да је прогутала таблете. Сузан је декантирана и пребачена у рехабилитациони центар, где пролази кроз детоксикацију и присуствује састанцима Анонимних наркомана. У посету јој долази Сузанина мајка, позната певачица, са којом није баш у добрим односима. Сузан је прошла лечење и покушава да добије посао. Моћи ће поново да глуми ако добије само глумачко осигурање. Које ће, међутим, добити под једним условом: да живи поред мајке током снимања филма. Њен први радни дан почео је предајом урина на анализу. После посла, мајка је води кући, где се одржава журка у част Сузан и њеног доласка кући.
На снимању многи нису задовољни њом: кажу да стално једе, да јој груди опадају, има целулита на ногама и да је потпуно уништила каријеру. После радног дана, упознаје Џека Фокнера, који ју је тада спасао тако што ју је одвео у болницу. Договарају састанак. Имају добар разговор и касније јој признаје љубав. Сузан узвраћа његова осећања. На сету, њен колега Боби, сазнавши за њихову аферу, позива је да разговара са проститутком Евелин Ејмс, која игра у овом филму, која зна нешто о њему. Као резултат њиховог разговора, Сузан сазнаје да Џек истовремено излази са Евелин, као и са неколико других девојака. Она долази код њега и сазнаје да је то истина. Посвађали су се и раскинули, након чега Сузан долази кући и од мајке сазнаје да је Марти, њен агент, нестао заједно са свим њеним новцем. Мајка и ћерка се поново свађају. Сузан се поново дрогира, након чега одлази да синхронизује епизоду, чије је снимање пореметила на почетку филма. Редитељ је поново позива да глуми у његовом акционом филму.
Када се Сузан врати кући, примећује хаварисан ауто своје мајке испред куће. Сузан сазнаје да је њена мајка хоспитализована (разбила јој је главу) и да јој прети хапшење због вожње у пијаном стању. Она стиже у болницу, где мајка и ћерка поново разговарају. Помирили су се. Сузан се шминка својој мајци, након чега одлази на састанак са новинарима, а Сузан упознаје доктора који ју је испумпао након покушаја самоубиства. Он позива Сузан у биоскоп, али га она одбија.
На крају, Сузан изводи завршну песму из филма у којем је глумила.

## Улоге
| Глумац         | Улога         |
| -------------- | ------------- |
| Мерил Стрип    | Сузана Вејл   |
| Ширли Маклејн  | Дорис Мен     |
| Денис Квејд    | Џек Фокнер    |
| Џин Хекман     | Лауел Колчек  |
| Ричард Драјфус | др Франкентал |
| Анет Бенинг    | Евелин Ејмс   |